# Коррехідор
Коррехідор (ісп. Corregidor) — острів, розташований біля входу в затоку Маніла в південно-західній частині острова Лусон на Філіппінах. Завдяки своєму розташуванню на Коррехідорі було встановлено декілька берегових батарей, щоб захистити вхід в затоку від атак ворожих кораблів у випадку війни. Розташований за 30 миль (48 км) від столиці Філіппін — Маніли — найважливішого морського порту країни.
На острові розташована фортеця (Fort Mills). Під час Другої світової війни Коррехідор зіграв важливу роль під час вторгнення та звільнення Філіппін від японських військ. Фортеця піддалася сильному бомбардуванню під час боїв. Руїни, що залишилися на острові, служать військовим меморіалом для американських, філіппінських та японських солдатів, які служили або загинули на острові. Коррехідор є одним з найважливіших історичних та туристичних об'єктів країни.
Коррехідор є залишком вулканічного кратера, який був активним близько мільйона років тому. Проте, Філіппінський інститут вулканології і сейсмології, класифікує Коррехідор як потенційно активний вулкан.